# 清見村立巣野俣中学校
清見村立巣野俣中学校（きよみそんりつ すのまたちゅうがっこう）は、岐阜県大野郡清見村（現・高山市）に存在した公立中学校。

## 概要
- 巣野俣小学校に併設され、巣野俣小中学校とも称した。1962年、福寄中学校に統合され廃校。

## 沿革
- 1947年（昭和22年）4月 - 清見村立巣野俣中学校として開校。巣野俣小学校に併設。
- 1962年（昭和37年）
  - 3月31日 - 福寄中学校に統合され廃校。
  - 4月 - 巣野俣地区の生徒の通学用スクールバス運行開始。